# St.-James-Kirche (Sydney)

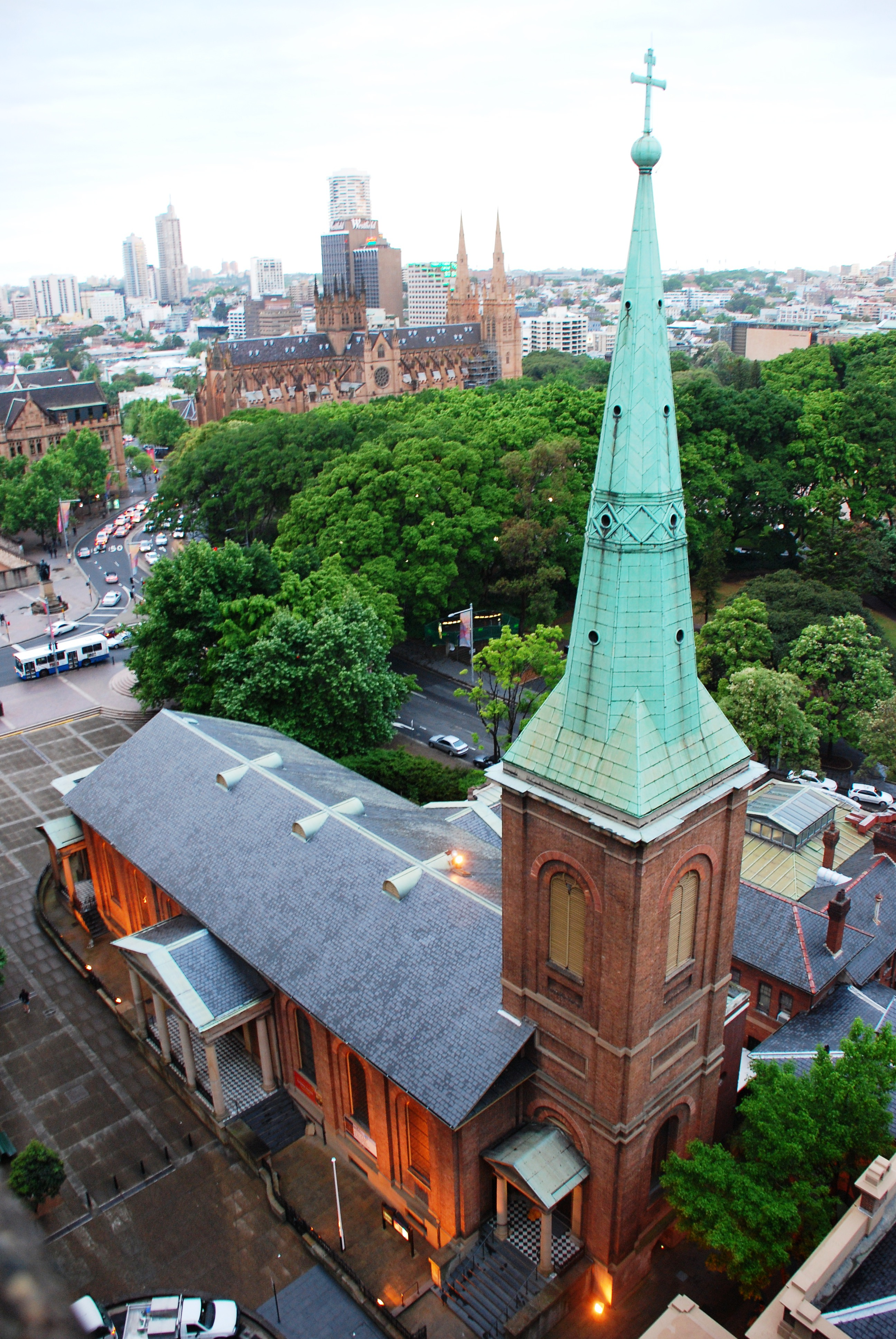
St.-James-Kirche von oben gesehen mit der St Mary’s Cathedral im Hintergrund

Die St.-James-Kirche ist eine anglikanische Kirche in der King Street in Sydney, Australien. Unter den Einwohnern ist die Straße auch als St. James King Street bekannt. Die Kirche ist das älteste Kirchengebäude in Sydney und seit ihrer Weihe am 11. Februar 1824 in ständiger Benutzung. Das Gebäude wurde ursprünglich als Gerichtsgebäude geplant. Später wurde der Bau zu einer Kirche umgewandelt, indem auf der Westseite ein Kirchturm errichtet wurde.

## Geschichte
Die Kirche wurde vom Strafgefangenen und Architekten Francis Greenway im alten kolonialen Regency-Stil entworfen und im Jahr 1824 eingeweiht. Weitere Änderungen erfolgten 1894 und von 1904 bis 1907. Obwohl sie nicht die erste anglikanische Kirche in der Kolonie war, ist St. James jetzt die älteste Kirche im Zentrum von Sydney und spielt eine spezielle Rolle im religiösen und gesellschaftlichen Leben der Stadt. Zum Beispiel zeichnet sich der Beginn des Kalenderjahres durch einen Gottesdienst aus, dem die Richter des obersten Gerichtshofes in feierlicher Tracht beiwohnen.
Dan Cruickshank beschrieb sie als eine der 80 weltgrößten von Menschen geschaffenen Schätze in seiner Fernsehserie Rund um die Welt in 80 Schätzen.
Das Gebäude ist inzwischen im Verzeichnis der Nationalen Kulturdenkmäler eingetragen.

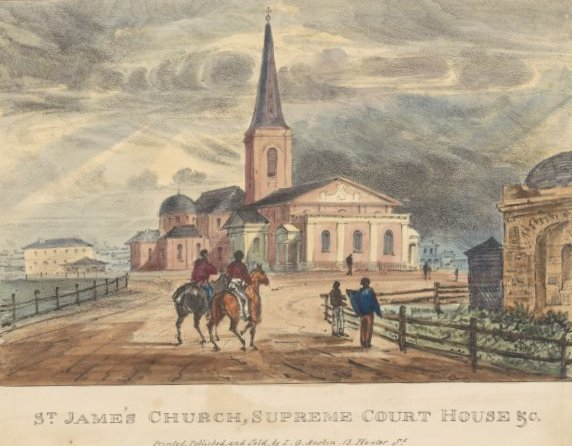
Lithographie der St.-James-Kirche von 1836 von Robert Russell

## Standort
Die St.-James-Kirche liegt in der King Street, im Herzen Sydneys Gerichts- und Geschäftsbezirks. An die Kirche grenzen vom Westen im Uhrzeigersinn gesehen das alte Gerichtsgebäude des Obersten Gerichtshofs, Sydneys juristische Fakultät, das Justizgebäude, das den obersten Gerichtshof von New South Wales und den Obersten Gerichtshof der australischen Einrichtungen in Sydney beherbergt, Queen’s Square und der Hyde Park. Im Südosten der Kirche liegt der unterirdische und namensgebende St.-James-Bahnhof. Die Umgebung rund um die Kirche wird manchmal „St. James“ genannt.

## Glaubensrichtung

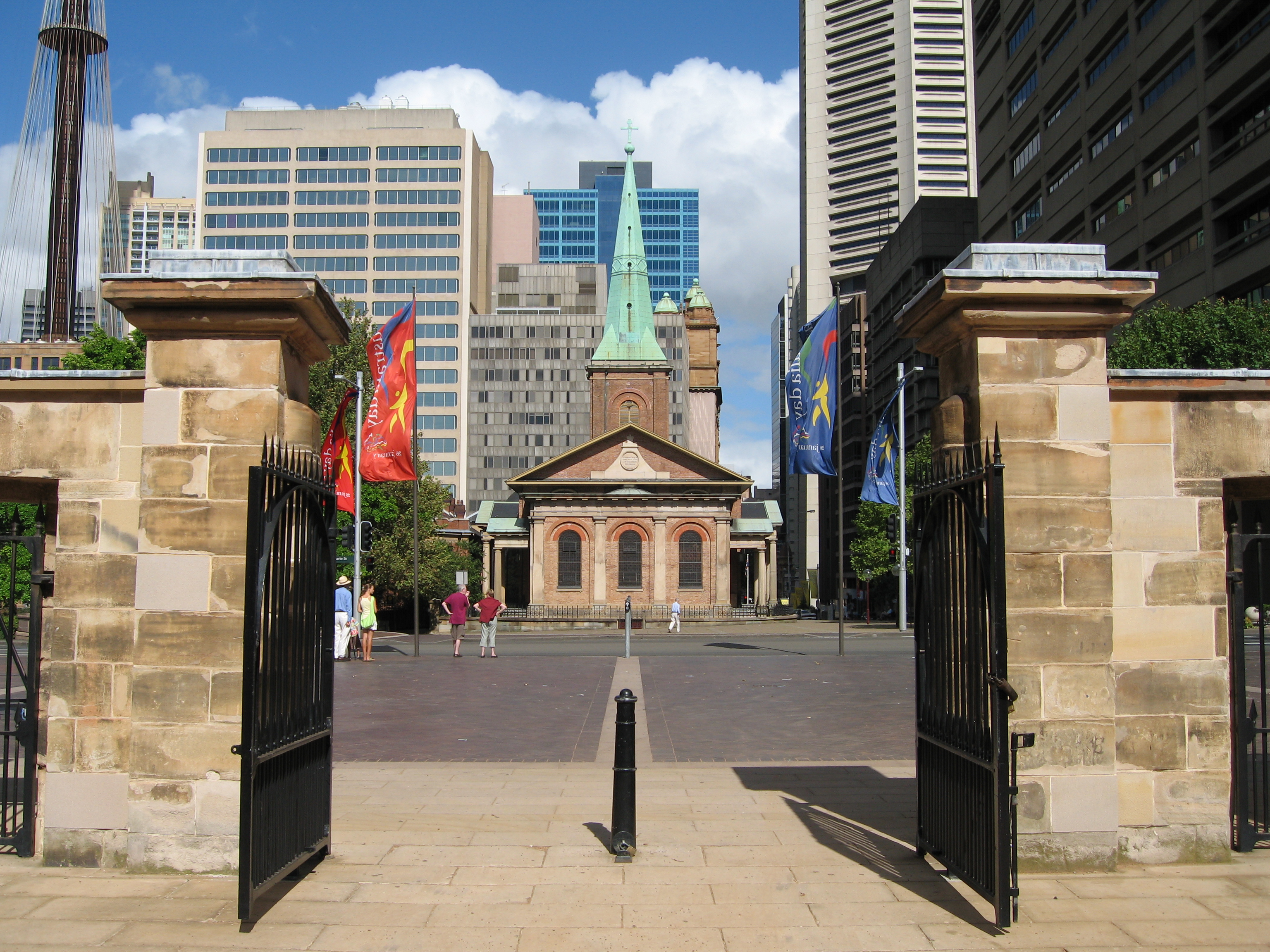
St.-James-Kirche, von den Hyde Park Barracks aus gesehen (1817–1819), bei denen der Weg in Sichtachse zur St.-James-Kirche angelegt wurde

Die St.-James-Kirche übt den Hochanglikanischen beziehungsweise Anglo-Katholischen Glauben aus, im Gegensatz zu der in der Diözese von Sydney üblichen Richtung Low Church (reformierter, puritanischer Teil der anglikanischen Kirche). Die Messdienergilde ist bei allen wichtigen Gottesdiensten anwesend und sichert den Standard der Gottesdienstzeremonien. St. James ist außerdem dafür bekannt, eine liberalere und in geistlicher Hinsicht von anderen Kirchen in der Diözese abweichende Haltung zu bestimmten Themen einzunehmen, insbesondere zu sexuellen und bei der Priesterweihe von Frauen. Der Rektor ist Andrew Sempell in der Kirche. Amtierender Rektor ist Pfarrer Fr. John Stewart.

## Musik

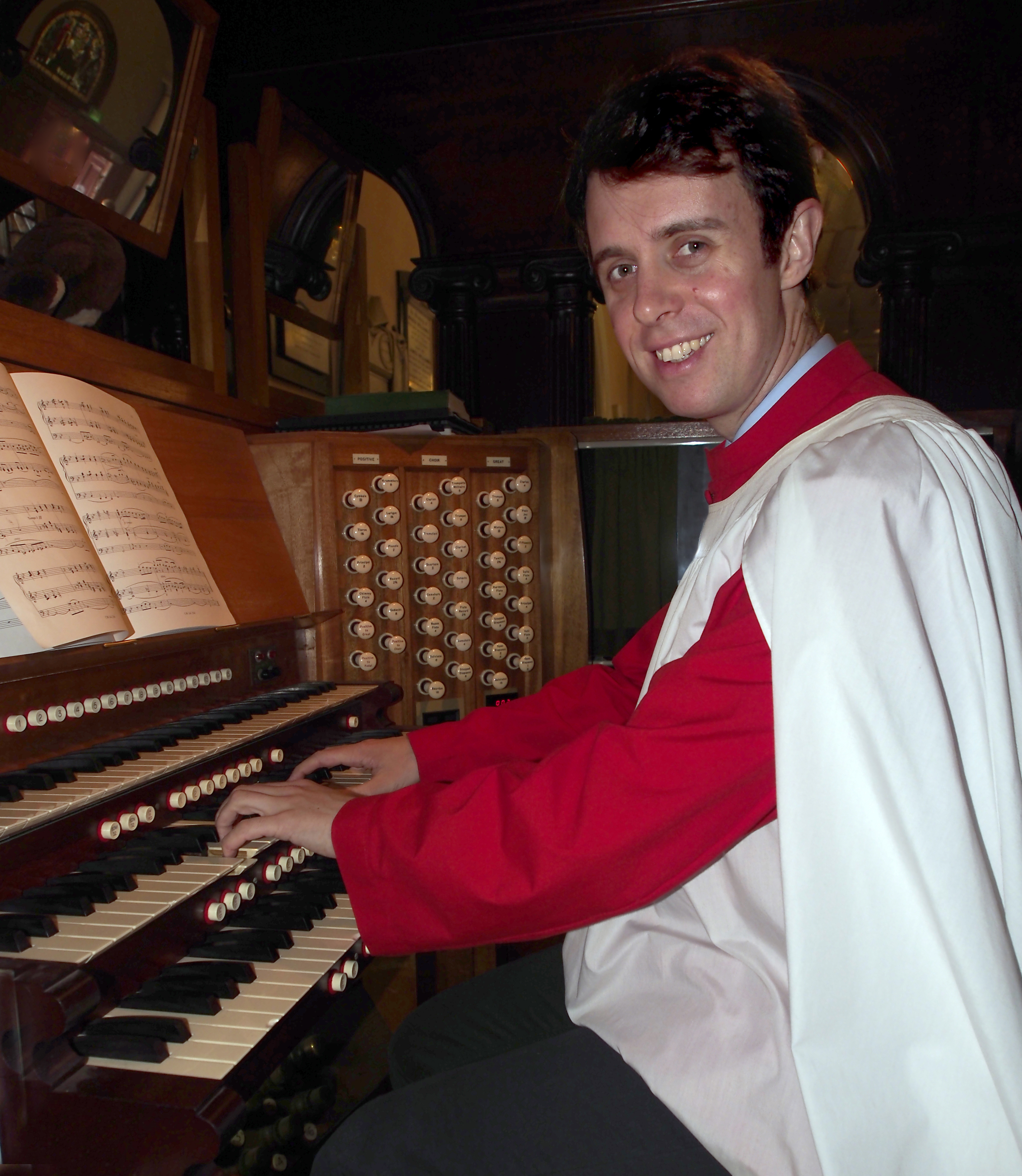
Orgelspieler Alistair Nelson (2014)

Häufig finden in St. James Festgottesdienste statt. Besonders das Osterfest, die Adventslieder, das Festival of Nine Lessons and Carols zur Feier der Jesusgeburt, die Heiligabend-Mitternachtsmesse und die Orchestermessen im Januar gelten als Höhepunkte des Kirchenjahrs.
St. James ist außerdem bekannt für die Leistung seines Musikbereichs. Die Kirche besitzt eine ausgezeichnete Orgel mit drei Manualen (Klaviaturen) und bietet das ganze Jahr über unterschiedliche Konzerte und Rubren an. Der Erwachsenenchor singt jede Woche um 11 Uhr morgens den Eucharistischen Choral, monatlich am letzten Sonntag im Monat um 3 Uhr nachmittags den Chor zur Abendmesse sowie das ganze Jahr über zu einigen in der Wochenmitte stattfindenden Festtagen. Der Orgelspieler David Drury war Leiter der Musikabteilung von 1997 bis 2007. Derzeitiger Leiter ist Warren Trevelyan-Jones, Orgelspieler ist Alistair Nelson.

## Tourismus
Als eine der geschichtsträchtigsten Kirchen Sydneys zieht St. James viele Touristen an, die sich die Besonderheiten der Kirche ansehen wollen, vom zeitgenössischen Buntglas der Kapelle der Heiligen-Geist-Kapelle bis zu der Ausschmückung der Kinderkapelle.